# 奥兰治亲王菲利普·威廉
菲利普·威廉（荷蘭語：Philip William；1554年12月19日—1618年2月20日），出生于布伦。拿骚伯爵，布伦伯爵，布雷达领主，奥兰治亲王。是奥兰治亲王威廉一世（沉默者威廉）与第一任妻子安娜·范·埃格蒙的长子。1584年他繼承父親的奧蘭治親王之位，1599年被西班牙國王授予金羊毛騎士勳章。
1558年他的母親過世，菲利普·威廉在十三歲被父親送往比利時的魯汶念大學，1568年當尼德蘭獨立運動越演越烈時，他被西班牙軍隊抓住並送到西班牙當政治人質，從此被教育成一個虔誠的天主教信徒，此生再也見不到他信奉新教喀爾文派歸正宗的父親。沉默者威廉後來在1584年被西班牙刺客殺死，菲利普·威廉繼承父親的親王之位，卻仍忠於西班牙。到了1606年，五十一歲的他娶了法國孔代親王亨利一世的女兒艾蕾諾爾，新娘是法王亨利四世的堂姪女，婚禮在法國的楓丹白露宮舉行。當荷蘭共和國與西屬尼德蘭總督阿爾布雷希特七世在1609年簽訂12年和平協議後，他在1610年正式擔任布雷達的地方法官，此後八年也長期擔任地方法官的職位。
1618年菲利普·威廉死後，因為沒有子女，所有財產和奧蘭治親王之位，由信奉歸正宗的二弟──拿騷的毛里茨繼承。
菲利普·威廉的妻子艾蕾諾爾也在隔年去世。